# Eduardo Larraín Cordovez
Eduardo Larraín Cordovez (Chile, San Fernando, 7 de mayo de 1890 - Santiago de Chile, 20 de octubre de 1970) fue un presbítero chileno, Obispo de Rancagua.
Sus padres fueron Wenceslao Larraín Montes y María Luisa Cordovez Aguirre, fue el tercero de cuatro hermanos: Juana (muerta al nacer), Luisa y Wenceslao.

## Vida religiosa
Fue ordenado sacerdote el 4 de mayo de 1913.
Siendo nombrado Obispo de Rancagua el 9 de julio de 1938; tomando posesión y siendo a la vez ordenado Obispo en Rancagua el 21 de septiembre de 1938. El principal consagrante fue el Obispo de Valparaíso Rafael Lira Infante, y co-consangrantes fueron los obispos Alfredo Silva (de Santiago) y Manuel Larraín Errázuriz (de Talca). 
Y lo fue hasta el 2 de febrero de 1970 (legalmente, pero se mantuvo hasta marzo ocupando la vacancia), en la misma fecha de su retiro fue nombrado Obispo titular de Vegesela en Numidia. Falleciendo en el mismo año (octubre), como Obispo Emérito de Rancagua.